# Tricyphona (Tricyphona) flavipennis
Tricyphona (Tricyphona) flavipennis is een tweevleugelige uit de familie Pediciidae. De soort komt voor in het Oriëntaals gebied.